# Syndrome cordonal postérieur
 (janvier 2012).
Si vous disposez d'ouvrages ou d'articles de référence ou si vous connaissez des sites web de qualité traitant du thème abordé ici, merci de compléter l'article en donnant les références utiles à sa vérifiabilité et en les liant à la section « Notes et références ».

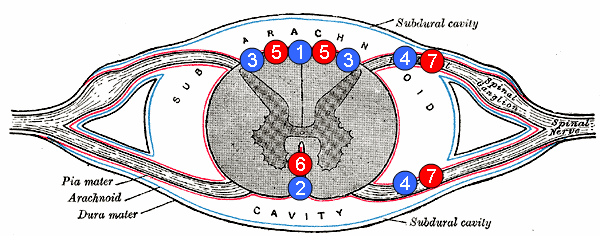
Section transversale d'une moelle épinière. Une atteinte en regard des numéros 3 et/ou 5 donnerait un syndrome cordonal postérieur.

Le syndrome cordonal postérieur correspond à une atteinte des cordons postérieurs de la moelle épinière.

## Description[2],[3]
Le syndrome cordonal postérieur associe :
- Atteinte de la sensibilité proprioceptive avec :
  - Altération du sens de position du gros orteil
  - Hypopallesthésie
  - Agraphesthésie
  - Astéréognosie
  - Ataxie proprioceptive avec signe de Romberg
  - Douleurs cordonales postérieures (sensation de striction, d'étau)
- Atteinte du tact épicritique
- Signe de Lhermitte

Les troubles sont homolatéraux à la lésion
Il peut s'intégrer à un syndrome de Brown-Séquard

## Causes
- Compression médullaire postérieure
- Arrêt de vascularisation par l'artère spinale postérieure
- Sclérose combinée de la moelle par carence en vitamine B12 (Syndrome neuro-anémique)
- Tabes dorsalis (syphilis tertiaire)
- Sclérose en plaques
- Carence en cuivre[4]